# Sukiyaki Western Django
Pour plus de détails, voir Fiche technique et Distribution.
Sukiyaki Western Django (スキヤキ・ウエスタン ジャンゴ, Sukiyaki uesutan Jango) est un film réalisé par Takashi Miike, produit exclusivement par Quentin Tarantino. Il est sorti en 2007 au cinéma.

## Synopsis
Deux clans s'affrontent, les Genjis, le clan blanc dirigé par Yoshitsune et les Heike, le clan rouge de Kiyomori, pour la possession d'un trésor caché dans un village de montagne isolé. Un jour, un tueur solitaire et habile débarque dans la ville.

## Fiche technique
- Titre : Sukiyaki Western Django
- Titre original : スキヤキ・ウエスタン ジャンゴ (Sukiyaki uesutan Jango)
- Réalisateur : Takashi Miike
- Scénario : Masa Nakamura, Takashi Miike, Masa Nakamura
- Musique : Kōji Endō
- Producteur : Masato Osaki
- Producteur exclusif : Quentin Tarantino, Nobuyuki Tohya
- Directeur de la photographie : Toyomichi Kurita
- Monteur : Yasushi Shimamura
- Durée : 94 minutes / 121 minutes (version longue)
- Date de sortie : 2007

Interdit aux moins de 12 ans lors de sa sortie en salles.

## Distribution
- Hideaki Itō (VF : Bruno Dubernat) : The Gunman / Django
- Kōichi Satō (VF : Boris Rehlinger) : Kiyomori
- Yūsuke Iseya (VF : Charles Pestel) : Yoshitsune
- Masanobu Ando (VF : Axel Kiener) : Yoichi
- Quentin Tarantino (VF : Lionel Tua) : Ringo
- Teruyuki Kagawa (VF : Emmanuel Karsen) : Sheriff Hoanka
- Takaaki Ishibashi : Benkei
- Shun Oguri : Akira
- Masato Sakai : Shigemori
- Yoshino Kimura : Shizuka
- Kaori Momoi : Ruriko
- Yutaka Matsushige : Toshio
- Renji Ishibashi : Mura
- Yōji Tanaka : Munemori
- Toshiyuki Nishida : Piripero
- Ruka Uchida
- Sansei Shiomi
- Hideaki Satō
- Christian Storms

## Genèse du film
- Quentin Tarantino a eu l'idée de faire son Django Unchained lors de sa participation à ce film.[réf. nécessaire]